# HD 141544
HD 141544，又名CD-4610430，SAO 226295、HR 5882，是一颗恒星，视星等为6.01，位于銀經331.88，銀緯5.44，其B1900.0坐标为赤經15h 44m 25.3s，赤緯-46° 5.44′ 24″。